# Холодный Плёс
Холо́дный Плёс — хутор в Красносулинском районе Ростовской области.
Входит в состав Михайловского сельского поселения.

## Население
| 1989 | 2002 | 2010 |
| ---- | ---- | ---- |
| 375  | ↗518 | ↘451 |

## Улицы
| - ул. Колодезная, - ул. Комарова, - ул. Комсомольская, | - ул. Новая, - ул. Октябрьская, - ул. Строительная. |